# راهبرد جهانی برای حفاظت گیاهان
راهبرد جهانی حفاظت از گیاهان (GSPC) برنامه‌ای بین‌المللی تحت نظارت کنوانسیون تنوع زیستی سازمان ملل متحد (CBD) است که در سال ۱۹۹۹ پایه‌گذاری شد. این راهبرد در پاسخ به نگرانی‌های فزاینده جهانی نسبت به انقراض گونه‌های گیاهی و کاهش تنوع زیستی تدوین شده است. برنامه‌ای از کنوانسیون تنوع زیستی سازمان ملل متحد است که در سال ۱۹۹۹ تأسیس شد. این برنامه به دنبال کاهش سرعت انقراض گیاهان در سراسر جهان از طریق یک استراتژی با ۵ هدف است.

## تاریخچه
راهبرد جهانی حفاظت از گیاهان در ابتدا به عنوان یک حرکت مردمی و علمی در سال ۱۹۹۹ شکل گرفت. نقطه آغاز رسمی این جریان، بحث‌ها و نشست‌هایی بود که در شانزدهمین کنگره بین‌المللی گیاه‌شناسی در شهر سنت‌لوئیس ایالات متحده برگزار شد. پس از آن، گروهی از متخصصان گیاه‌شناسی در جزایر قناری گرد هم آمدند و بیانیه‌ای با عنوان اعلامیه گران کاناریا برای تدوین یک راهبرد جهانی حفاظت از گیاهان صادر کردند.
پس از انجام مشورت‌ها و بررسی‌های گسترده با ذی‌نفعان بین‌المللی، نسخهٔ نهایی‌شده این راهبرد در آوریل ۲۰۰۲ توسط کشورهای عضو کنوانسیون تنوع زیستی سازمان ملل متحد (CBD) به تصویب رسید. هدف اصلی نسخه ابتدایی این راهبرد، کاهش نرخ انقراض گیاهان تا سال ۲۰۱۰ بود. یکی از اهداف کلیدی این راهبرد (هدف ۱) تأکید داشت بر تهیه و انتشار «لیست گیاهان، به صورت دقیق و قابل‌دسترسی از تمام گونه‌های شناخته‌شده گیاهی جهان»، که به‌عنوان گامی مقدماتی در مسیر تدوین فلورای جهانی تلقی می‌شد.
در راستای تحقق این هدف، در سال ۲۰۱۰ نسخه اول پروژه لیست گیاهان رونمایی شد؛ فهرستی که با هدف پوشش جامع گونه‌های گیاهی آونددار (از جمله گیاهان گل‌دار، مخروط‌داران، سرخس‌ها و خویشاوندانشان) و بریوفیت‌ها (مانند خزه‌ها و جگرواشان) تهیه گردید. این پایگاه اطلاعاتی گامی مهم در مستندسازی تنوع گیاهی جهان بود و برای پژوهشگران، سیاست‌گذاران و برنامه‌ریزان محیط‌زیست، منبعی معتبر محسوب می‌شود.
در همان سال (۲۰۱۰)، اهداف GSPC با مشارکت گسترده کشورهای عضو کنوانسیون تنوع زیستی مورد بازنگری قرار گرفت و اهداف جدیدی برای افق سال ۲۰۲۰ تعیین شد. در پی این بازنگری و با تمرکز بر هدف شماره ۱ نسخه جدید راهبرد، چند مؤسسه معتبر بین‌المللی شامل باغ گیاه‌شناسی میسوری، باغ گیاه‌شناسی نیویورک، باغ سلطنتی گیاه‌شناسی ادینبورو وباغ گیاه‌شناسی سلطنتی، کیو در سال ۲۰۱۲ تصمیم به همکاری مشترک گرفتند.

## چشم‌انداز
زندگی ما به گیاهان وابسته است و بدون آنها اکوسیستم از کار می‌افتد. بقای ما و بقای همه گونه‌ها به گیاهان گره خورده است. استراتژی جهانی حفاظت از گیاهان در پی محدود کردن نرخ از دست رفتن تنوع گیاهی است، ضمن اینکه دیدگاه مثبتی نسبت به تلاش‌ها و نتایج دارد. شکل‌گیری ایده‌ای برای داشتن آینده‌ای پایدار که در آن گونه‌های گیاهی قادر به رشد و حفظ (از جمله بقای آنها، حفظ جوامع و زیستگاه‌هایشان، خزانه ژنی گیاهان و پیوندهای اکولوژیکی) تحت حمایت فعالیت‌های انسانی باشند، و در عوض، تنوع گونه‌های گیاهی معیشت و رفاه را بهبود بخشیده و از آن حمایت کنند.

## مأموریت
استراتژی جهانی برای حفاظت از گیاهان، بستری است که تلاش‌ها را از تمام سطوح مختلف - محلی، ملی، منطقه‌ای و جهانی - گرد هم می‌آورد تا نیازهای حفاظت و اهمیت آن را تقویت کند و گام‌هایی را در جهت آگاهی و اقداماتی که باید انجام شود، بردارد.